# 克萊帕奇夫
50°51′35″N 25°21′44″E / 50.85972°N 25.36222°E
克萊帕奇夫（烏克蘭語：Клепачів），是烏克蘭西部的村落，隸屬沃倫州盧茨克區盧茨克市鎮，位於盧茨克市北方，始建於1883年，面積1.42平方公里，海拔高度191米，2001年人口451，人口密度每平方公里316.71人。